# Peperomia microphyllophora
Peperomia microphyllophora är en pepparväxtart som beskrevs av Trel. & Yunck.. Peperomia microphyllophora ingår i släktet peperomior, och familjen pepparväxter. Inga underarter finns listade i Catalogue of Life.